# Сейшельські острови

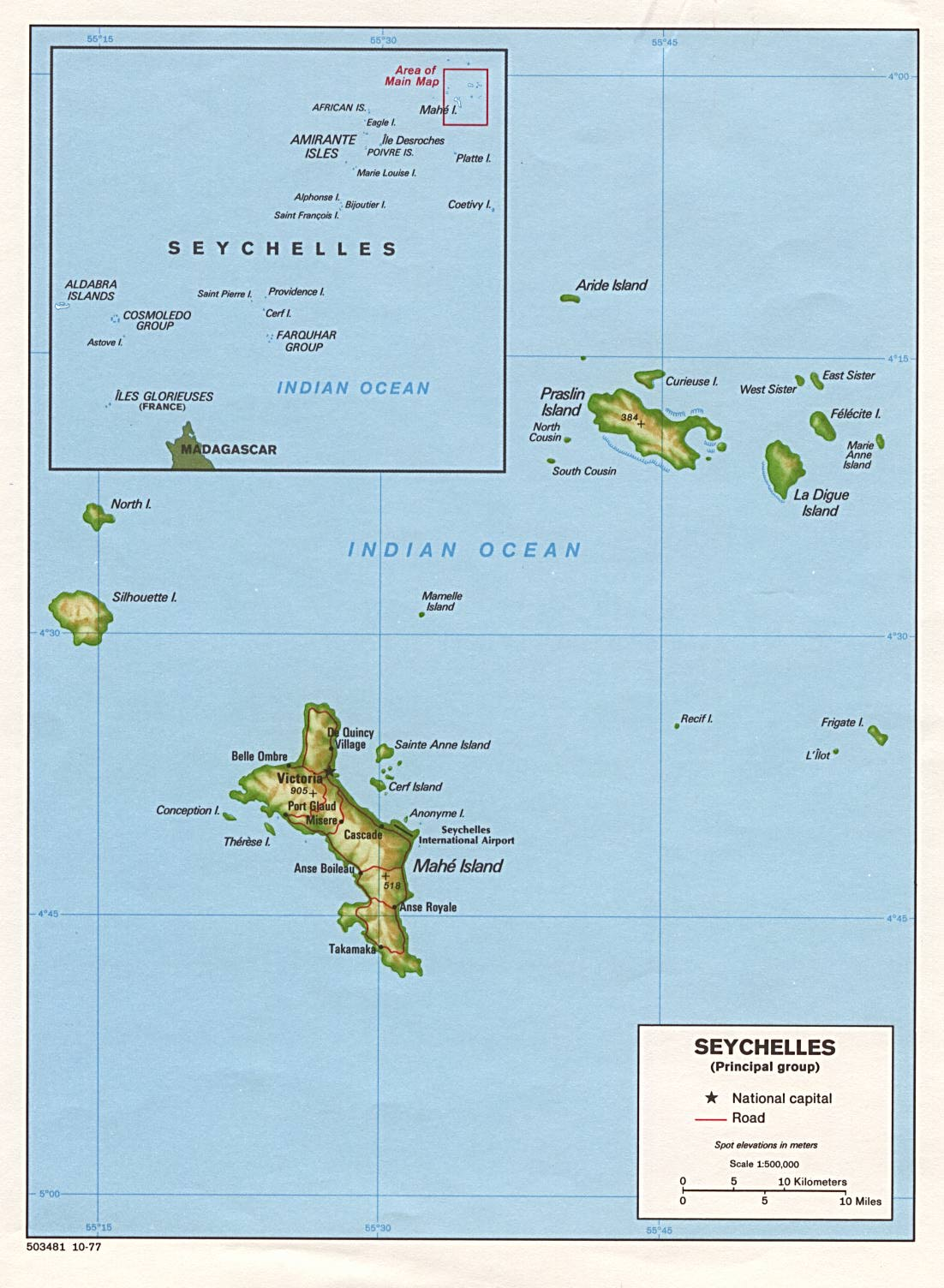
Сейшельські острови

Сейшельські острови — архіпелаг із 44 островів, розташованих у західній частині Індійського океану на відстані 960 км на північний схід від острова Мадагаскар і 1,6 тис. км від східного узбережжя Африки. Загальна площа островів 404 км². Острови перебувають у складі Республіки Сейшельські Острови, куди також входить група архіпелагів, об'єднаних загальною назвою Зовнішні Сейшельські острови. Відповідно, власне Сейшельські острови часто називають Внутрішніми Сейшельськими островами.
Крім двох островів Берд та Деніс, які є кораловими, решта 42 — гранітні, тому ще однією назвою Сейшельських островів (Внутрішніх) є назва Гранітні острови. Всі Зовнішні Сейшельські острови — коралові.

## Фізико-географічне районування

### Коралові острови (2)
- Берд
- Деніс

### Гранітні острови (42)
- Мае (фр. Mahe) — найбільший острів архіпелагу (155 км²), тут знаходиться найвища точка — гора Морн-Сейшеллуа (905 м), та столиця країни — Вікторія. Тут мешкає більшість населення країни.

Острови вздовж північно-східного узбережжя:
* Одул (Hodoul)
* Сент-Анн (Ste. Anne)
* Серф (Cerf / Ile au Cerf)
* Каше (Cachée / Faon Islet)
* Лонг (Long / Ile Longue)
* Муаен (Moyenne)
* Раунд (Ронд) (Round / Ile Ronde)
* Бікон (Сеш) (Beacon (Ile Sèche))
* Анонім (Anonyme)
* Рет (Rat)
Острови вздовж південно-західного узбережжя:
* Консепшен (Conception)
* Терез (Thérèse)
* Л'Іслет (L'Islette)
* Ваш-Марін (Ile aux Vaches (Marines))
* Шов-Сурі (Chauve Souris)
- Острів Мамель (фр. Mamelles) лежить у самісінькому центрі архіпелагу.
- Західні внутрішні острови у складі двох островів:

* Норт (фр. Ile du Nord) і
* Силует (фр. Silhouette).
- Східні внутрішні острови:

* Фрегат (Frégate)
* Л'Іло (Фрегат) (L'Ilot Frégate)
* Ресіф (Récif / Ile aux Récifs)
- Північно-східні внутрішні острови:

* Арід (Aride)
* Бубі (Іль-о-Фу) (Booby / Ile aux Fous)
*Праслен (Praslin)
* Норт-Казін (Cousin / Cousin N.)
* Саут-Казін (Cousine / Cousin S.)
*Кюрьйоз (Curieuse)
* Шов-Сурі (Жанет) (Chauve Souris / Jeanette Island)
* Сен-Пьєр (St. Pierre)
* Раунд (Ронд) (Round / Ile Ronde)
* Ла-Діг (La Digue)
* Ла-Фуш (Ile La Fouche)
* Фелісіте (Félicité)
* Коко (Cocos / Ile aux Cocos)
* Мері-Анн (Marianne)
* Вест-Сістер (Птіт-Сьор) (Petite Sœur)
* Іст-Сістер (Гранд-Сьор) (Grand Sœur)
- Острови з точно невизначеним розташуванням:

* Харрісон-Рокс (Гран-Роше) (Harrison Rocks (Grand Rocher))
* Л'Іло (L'Ilot)
* Сурі (Souris)
* Заве (Zavé)

## Геологія
Сейшельські острови є надводною північною частиною Маскаренського хребта.
Складені острови здебільшого гранітами, «загубленими» уламками Індостану. Найвища точка — гора Морн-Сейшеллуа (905 м) на острові Мае.

## Клімат
Клімат на островах морський субекваторіальний. Середньорічна температура повітря 26-28 °C. Як такі існують тільки два сезони: зимовий — сухіший і помірно тепліший (травень — листопад) і літній — вологий жаркий (грудень — квітень). Сезони розрізняються між собою тільки напрямом вітру і кількістю опадів. Середньорічна кількість опадів — 2300 мм на узбережжі і 3500 мм в піднесених районах. Іноді трапляються сильні урагани, але не так часто, як на Маврикії або Реюньйоні.
| Клімат Вікторії         | Клімат Вікторії | Клімат Вікторії | Клімат Вікторії | Клімат Вікторії | Клімат Вікторії | Клімат Вікторії | Клімат Вікторії | Клімат Вікторії | Клімат Вікторії | Клімат Вікторії | Клімат Вікторії | Клімат Вікторії | Клімат Вікторії |
| Показник                | Січ.            | Лют.            | Бер.            | Квіт.           | Трав.           | Черв.           | Лип.            | Серп.           | Вер.            | Жовт.           | Лист.           | Груд.           | Рік             |
| Середня температура, °C | 25,5            | 25,9            | 26,3            | 26,8            | 26,7            | 25,7            | 25,0            | 25,3            | 25,9            | 26,1            | 25,8            | 25,4            | 25,9            |
| Норма опадів, мм        | 387             | 340             | 310             | 206             | 145             | 123             | 70              | 65              | 114             | 157             | 238             | 252             | 2407            |
| ----------------------- | --------------- | --------------- | --------------- | --------------- | --------------- | --------------- | --------------- | --------------- | --------------- | --------------- | --------------- | --------------- | --------------- |
| Джерело:                |                 |                 |                 |                 |                 |                 |                 |                 |                 |                 |                 |                 |                 |

## Флора

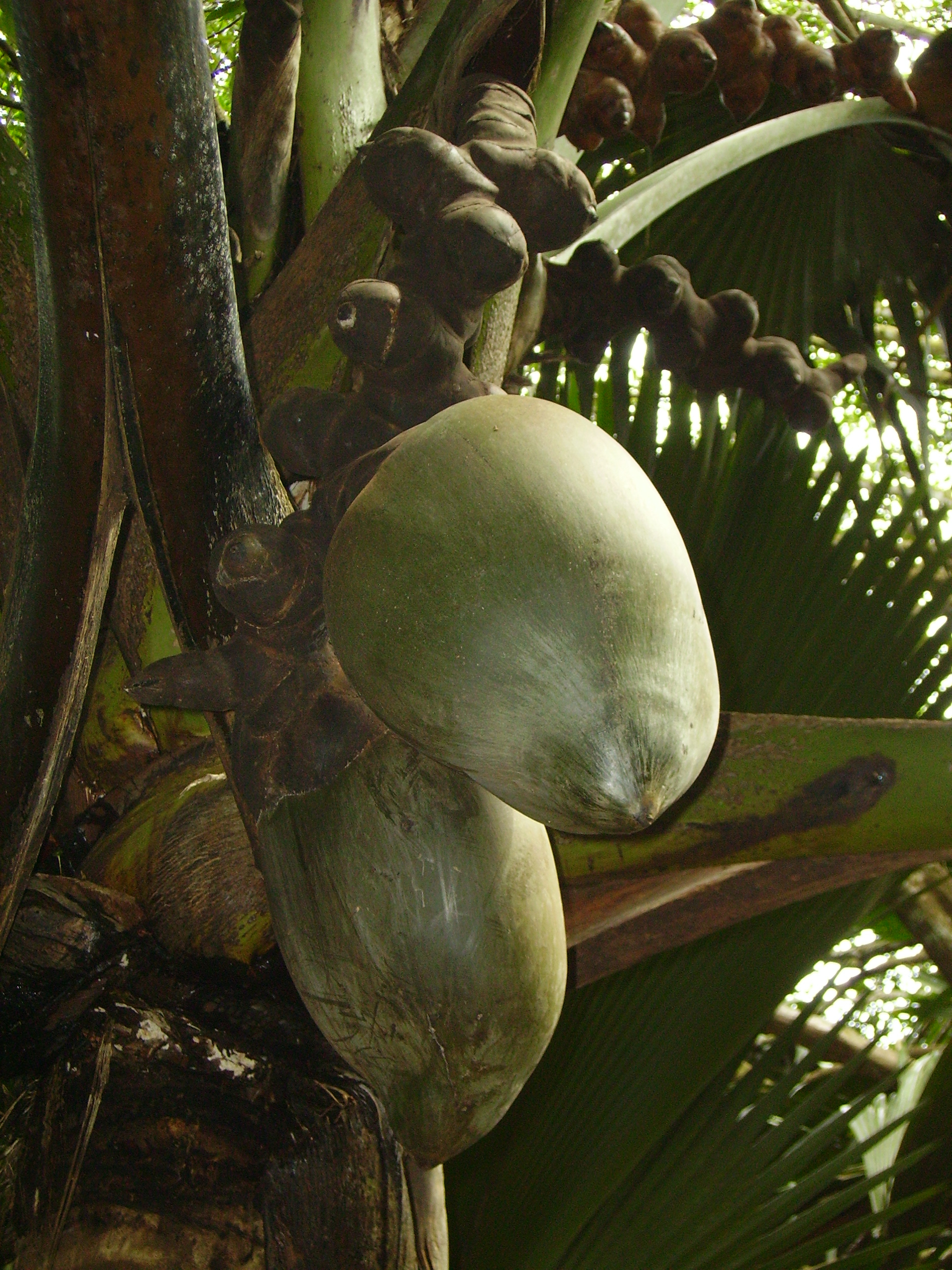
Кокоси «коко-де-мер»

Рослинний і тваринний світ Сейшельських островів відрізняється своєю різноманітністю і багатством. У флорі розрізняють два елементи: малезійський і лемурійський. Під лемурійським елементом розуміють палеотропічні види, властиві Маскаренським островам, Мадагаскарові в значній мірі, тропічній Африці. Ці ж зв'язки виявляють і ендемічні елементи, з чого видно, що Сейшельські острови не океанічні, а являють собою уламки колись суцільного материка.
На островах нараховується 81 вид ендемічних рослин. Тропічні вічнозелені ліси збереглися в центральних районах великих островів. На острові Праслен і на декількох дрібніших довколишніх острівцях росте віялова сейшельська (мальдівська) пальма Lodoicea Sechellarum— єдине місце у світі розповсюдження такого типу пальм. Ширина її листя близько 3 м, а горіхи (коко-де-мер — «морський кокос») вагою до 20 кг є найбільшим насінням на Землі. Ці пальми живуть до 800 років. На островах є ще 6 видів ендемічних пальм, декенія благородна — найвища з них (до 40 м). Ростуть бамбук, ваніль, драконове, хлібне і коричне (з його сухої кори виробляють корицю) дерева. Є також такамак, китайська яблуня, ліани, орхідеї, папороті і ендемічна рослина-медуза. Окрім домашніх тварин, з ссавців мешкають кажани і схожий на їжака звір під назвою тенрек.

## Фауна

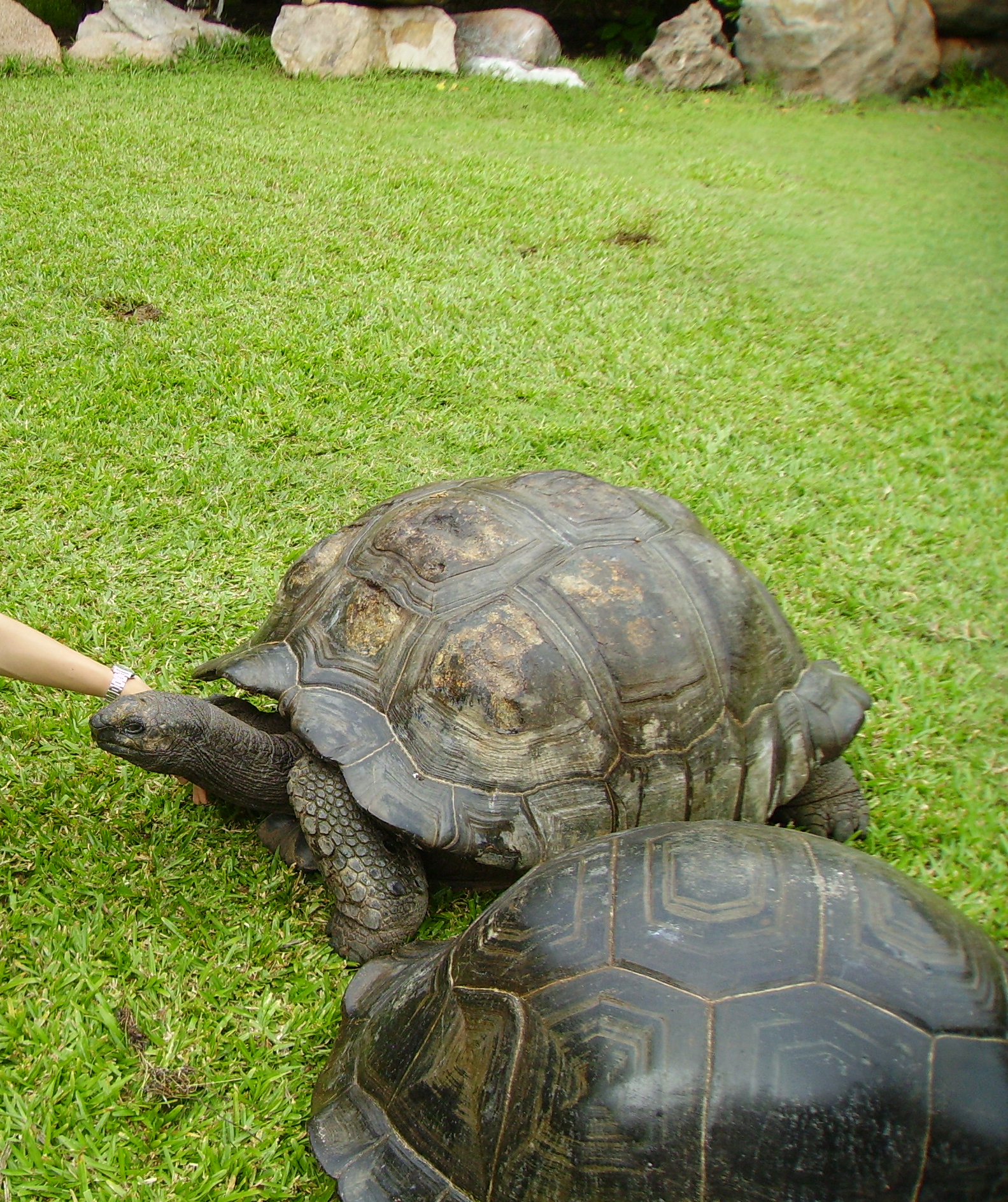
Гігантські черепахи

На Сейшельських островах водиться багато черепах: гігантська Dipsochelys hololissa (до 200 кг), зелена морська («супова»), болотяна. Також зустрічаються неотруйні змії, різноманітні ящірки (багато геконів) і тигрові хамелеони. На островах є велика кількість птахів (особливо на острові Норт-Кузин): ендемічні райська мухоловка, сейшельський ткачик і чорна папуга, ібіс, індійська майна, крячки, сороча славка, фрегати, чапля. Існує багато комах. У водах навколо островів водиться близько 900 видів риб: (акули, камбала, марлин, морський окунь, риба-вітрильник, скат, тунець та інші). Є багато креветок і молюсків (тільки навколо острова Мае їх тут понад 300 видів). Налічується близько 100 ендемічних видів коралів.

## Охорона природи
Сейшельські острови мають великий досвід в галузі збереження та охорони довкілля. Перші заходи з охорони флори й фауни були започатковані ще в 1960-х роках. Існували закони про захист довкілля ще з колоніальних часів і уряд Республіки Сейшельські острови вжив дієвих заходів, особливо для збереження кількох видів птахів від знищення. На островах існує декілька державних і приватних фундацій, які займаються збереженням, доглядом та вивченням флори та фауни островів. Декілька місць на островах із огляду на незвичайну флору та фауну проголошено місцем світової спадщини ЮНЕСКО.

## Населення
Населення островів складається з афро-французьких мулатів, негрів, індусів, китайців і арабів.

## Економіка
Вирощують кокосові пальми і цукрову тростину, а також какао, ваніль, каву і гвоздику.